# Sawjalowo (Region Altai)
Sawjalowo (russisch Завья́лово) ist ein Dorf (selo) in der Region Altai (Russland) mit 6928 Einwohnern (Stand 14. Oktober 2010).

## Geographie
Der Ort liegt etwa 200 km Luftlinie westsüdwestlich des Regionsverwaltungszentrums Barnaul im Ostteil der Kulundasteppe. Es befindet sich am südwestlichen Ende des „Kulunda-Bandwaldes“ (Kulundinski lentotschny bor), eines nur maximal 8 km breites Waldmassivs, das sich in nordöstlicher Richtung über 120 km bis fast zum Ob erstreckt und bis etwa 30 km nordöstlich von Sawjalowo von der namensgebenden Kulunda durchflossen wird.
Sawjalowo ist Verwaltungssitz des Rajons Sawjalowski sowie Sitz der Landgemeinde Sawjalowski selsowet, zu der neben dem Dorf Sawjalowo noch die Siedlung Kranodubrowski gehört.

## Geschichte
Das Dorf wurde 1782 gegründet. Seit 1925 ist Sawjalowo Zentrum eines Rajons.

### Bevölkerungsentwicklung
| Jahr | Einwohner |
| ---- | --------- |
| 1939 | 4684      |
| 1959 | 6156      |
| 1970 | 6949      |
| 1979 | 6887      |
| 1989 | 7430      |
| 2002 | 7451      |
| 2010 | 6928      |

Anmerkung: Volkszählungsdaten

## Verkehr
Straßenverbindung besteht in südöstlicher Richtung in das benachbarte, etwa 30 km entfernte Rajonzentrum Romanowo an der Regionalstraße R371 Aleisk – Rodino – Kulunda – kasachische Grenze. Nach Westen führt die Straße von Sawjalowo weiter über Lenki nach Blagoweschtschenka. 15 km in nordwestlicher Richtung befindet sich bei der Siedlung Malinowski die nächstgelegene Bahnstation Giljowka bei Kilometer 135 der 1953 eröffneten Strecke Kulunda – Barnaul; die Straße nach Malinowski führt weiter über das benachbarte Rajonzentrum Bajewo nach Kamen am Ob.